# Речелга
Речелга́ (рос. Речелга) — присілок у складі Пишминського міського округу Свердловської області.
Населення — 162 особи (2010, 221 у 2002).
Національний склад станом на 2002 рік: росіяни — 82 %.